# 希腊专属经济区
希腊宣称的专属经济区共计505,572 km2（195,202 sq mi）。

## 地理

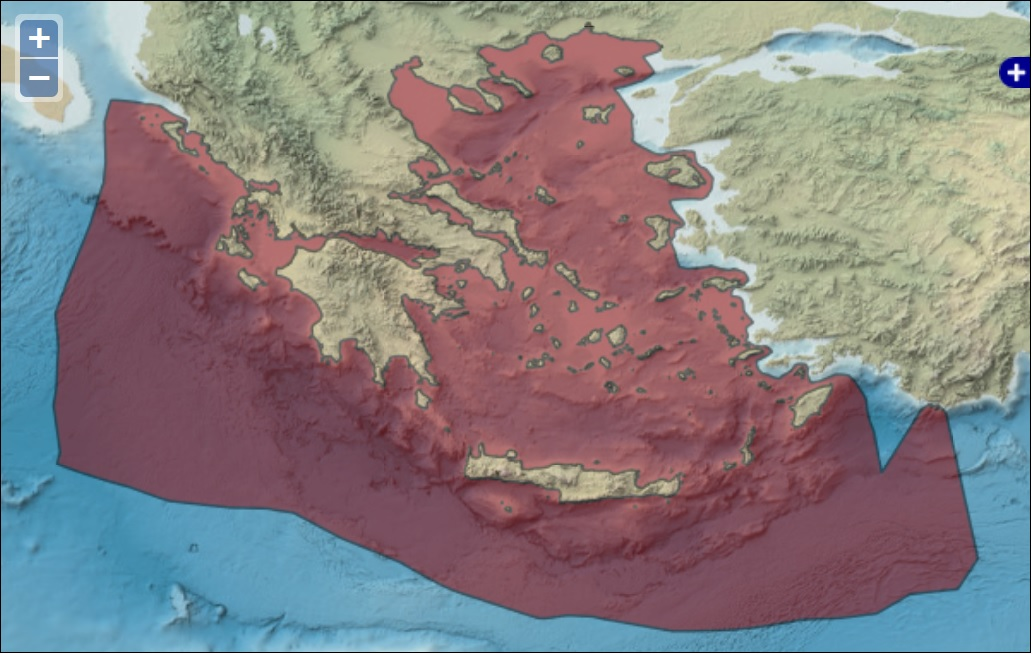
希腊专属经济区

希腊所属岛屿几乎覆盖了整个爱琴海。

## 与领国海上划界

### 土耳其
土耳其不承认希腊岛屿拥有的大陆架与专属经济区。

### 以色列
根据以色列官方出版地图，承认希腊与塞浦路斯的专属经济区。 以色列的黎凡特海上天然气田至欧洲的输气管道通过希腊的专属经济区。

### 意大利
2020年6月8日，希腊与意大利签署协议划定了两国的专属经济区并解决了两国在爱奥尼亚海的渔业权划界。

### 埃及
2020年8月6日，希腊埃及签署协议划定了两国在东地中海上的专属经济区。